# Pałac w Kondratowie
Pałac w Kondratowie – wybudowany XVI w. w Kondratowie.

## Położenie
Pałac położony jest we wsi w Polsce, na Śląsku, w województwie dolnośląskim, w powiecie jaworskim, w gminie Męcinka; na Pogórzu Kaczawskim (Pogórzu Złotoryjskim).

## Historia
Obiekt jest częścią zespołu pałacowego, w skład którego wchodzą jeszcze pozostałości ogrodu.